# Mikaela Shiffrin
Mikaela Pauline Shiffrin, ameriška alpska smučarka, * 13. marec 1995, Vail, Kolorado, ZDA.
Shiffrinova je dvakratna dobitnica zlate olimpijske kolajne. Trenutno je trikratna dobitnica skupnega seštevka alpskega smučanja (dobitnica velikega kristalnega globusa), štirikratna regionalna svetovna prvakinja v slalomu in zmagovalka vseh šestih disciplin v svetovnem pokalu. Shiffrinova je najmlajša olimpijska slalomska prvakinja v zgodovini – to je dosegla pri starosti 18 let in 345 dni.  
Z osvojeno drugo olimpijsko zlato medaljo na olimpijskih igrah 2018 v veleslalomu je izenačila rekord s Tedom Ligetyjem in Andreo Mead Lawrence za osvojenih največ zlatih olimpijskih medalj za ameriko v alpskem smučanju. Je ena izmed petih Američanov, ki jim je uspelo osvojiti skupni seštevek v alpskem smučanju. Je tudi prva in edina smučarka, ki ji je uspelo zmagati v vseh šestih disciplinah v alpskem smučanju med moškimi in ženskami.

## Smučarski začetki
Shiffrinova se je rodila v Vailu v zvezni državi Kolorado. Je drugi otrok Eileen Shiffrin in Jeffa Shiffrina. Oba njena starša sta bivša smučarja. Pri Mikaelinih osmih letih se je družina preselila v predmestje New Hampshira blizu Lyme, kjer je njen oče Jeff opravljal službo anesteziologa. 
Shiffrinova je svoj vzpon v svetovnem pokalu začela takoj, ko je bila dovolj stara, da lahko tekmuje. Z minimalno zahtevano starostjo 15. let je zmagala Nor-am pokal kombinacijske tekme leta 2010 v Panorami. Čez tri dni je v istem pokalu osvojila še tri naslove in sicer v superveleslalomu, tretje mesto v veleslalomu in zmago v slalomu. Čez mesec dni je osvojila še bronasto medaljo na FIS mladinskem svetovnem prvenstvu, ki je potekalo v Crans Montani v Švici (po tem, ko je bila dan pred tem zbolela za trebušno gripo). Leta 2014 je bila imenovana za eno izmed ESPNW'S impact 25.

## Svetovni pokal
Shiffrinova je v svetovnem pokalu prvič nastopila 11. marca 2011 v veleslalomu v Špindlerůvu Mlýnu na Češkem, dan pred svojim šestnajstim rojstnim dnem. V začetku aprila, nekaj tednov po tem, ko je dopolnila 16 let, je osvojila naslov državne prvakinje v slalomu v Winter parku v Coloradu in s tem postala najmlajša ameriška državna prvakinja v slalomu.

### Sezona 2012
29. decembra 2011 je Shifrinova osvojila svoje prve stopničke v svetovnem pokalu v Lienzu v slalomu. Natopila je štirideseta in med progo celo izgubila levi ščitnik za nogo, tako je prvo vožnjo končala kot dvanajsta. V drugi vožnji je postavila najhitrejši čas in si s tem zagotovila stopničke in končno 3. mesto.

### Sezona 2013
Decembra 2012 (pri 17. letih) je Shiffrinova zabeležila svojo prvo zmago v karieri na nočnem slalomu v Åre, Švedska. Postala je druga najmlajša Američanka, ki je zmagala v svetovnem pokalu za Judy Nigel. Po zmagi na zadnji slalomski tekmi v Lenzerheidu si je zagotovila mali kristalni globus. Tistega leta je junija tudi diplomirala na Burke Mountain Academy v Vermontu.

### Sezona 2014
Shiffrinova je v letu 2014 osvojila naslov Olimpijske prvakinje v slalomu. Uspela je ubraniti tudi mali kristalni slalomski globus.

### Sezona 2015
Sezono je začela s zmago na veleslalomu v Söldnu. To je bila njena prva veleslalomska zmaga v karieri.

### Sezona 2016
Tekmice je na slalomski tekmi v Aspnu premagala s prednostjo 3.07 sekund in tako podrla rekord najvišje prednosti pred drugo uvrščeno tekmovalko. 
12. decembra si je med treningom veleslaloma v Åreju na Švedskem med padcem poškodovala koleno in tako za nekaj časa prekinila s tekmovanjem. Po dvomesečni odsotnosti se je vrnila na bele strmine in takoj po vrnitvi zmagala na slalomu v Crans-Montani v Švici. V sezoni 2016 je zmagala na vseh slalomskih tekmah na katerih je tekmovala.

### Sezona 2017
V sezoni 2017 je osvojila prvi Veliki kristalni globus v karieri. Na domačem smučišču v Squaw Valleyju pa si je zagotovila še četrti slalomski globus v karieri.

### Sezona 2018[3]
Decembra leta 2017 je na smuku v Lake Louisu prvič v karieri stala na stopničkah v hitrih disciplinah. Osvojila je tretje mesto. Naslednji dan pa je prvič v karieri zmagala tekmo v hitrih disciplinah. Sezono je zaključila z velikim kristalnim globusom in petim slalomskim.

### Sezona 2019
2. decembra je na tekmi v Kanadi na progi v Lake Louisu zmagala svoj prvi superveleslalom v karieri. S tem je postala prva smučarka v zgodovini alpskega smučanja, ki ji je uspelo zmagati v vseh 7. disciplinah v svetovnem pokalu alpskega smučanja.

#### Svetovno prvenstvo v alpskem smučanju 2019
Na svetovnem prvenstvu v Areju je Shiffrinova že na svoji prvi tekmi 5. februarja 2019 v superveleslalomu osvojila zlato medaljo. Svojo prvo v hitrih disciplinah.

## Dosežki v svetovnem pokalu

### Globusi
- Shiffrin z malim kristalnim globusom v slalomu (v sezoni 2017/18)11 kristalnih globusov - (3 velika kristalna globusa in 6 malh slalomskih,  1 mali veleslalomski, 1 mali superveleslalomski)

| Globus                | Osvojeni globusi | Osvojeni globusi | Osvojeni globusi | Osvojeni globusi        | Osvojeni globusi        | Osvojeni globusi        | Osvojeni globusi |
| Globus                | 2013             | 2014             | 2015             | 2017                    | 2018                    | 2019                    |                  |
| Skupni seštevek       | 5.               | 6.               | 4.               | veliki kristalni globus | veliki kristalni globus | veliki kristalni globus |                  |
| Mali kristalni globus | slalom           | slalom           | slalom           | slalom                  | slalom                  | Slalom                  |                  |
| Mali kristalni globus | slalom           | slalom           | slalom           | slalom                  | slalom                  | Veleslalom              |                  |
| Mali kristalni globus | slalom           | slalom           | slalom           | slalom                  | slalom                  | Superveleslalom         |                  |

### Dosežki v svetovnem pokalu
| Sezona | Discipline | Discipline      | Discipline | Discipline | Discipline      | Discipline | Discipline  |
| Sezona | Starost    | Skupni seštevek | Slalom     | Veleslalom | Superveleslalom | Smuk       | Kombinacija |
| 2012   | 16         | 43              | 17         | 49         | —               | —          | —           |
| 2013   | 17         | 5               | 1          | 19         | —               | —          | —           |
| 2014   | 18         | 6               | 1          | 7          | —               | —          | —           |
| 2015   | 19         | 4               | 1          | 3          | —               | —          | —           |
| 2016   | 20         | 10              | 4          | 21         | 39              | —          | 23          |
| 2017   | 21         | 1               | 1          | 2          | —               | 22         | —           |
| 2018   | 22         | 1               | 1          | 3          | 25              | 5          | —           |
| 2019   | 23         | 1               | 1          | 1          | 1               | 25         |             |
| 2020   | 24         | 1               | 1          | 2          | 1               | 2          |             |

### Zmage v svetovnem pokalu
|           |            |      |                 |             |                 |        |     |
| Slalom    | Veleslalom | Smuk | Superveleslalom | Kombinacija | Paralelne tekme | Skupaj |     |
| Zmage     | 47         | 14   | 3               | 4           | 1               | 5      | 73  |
| Stopničke | 54         | 24   | 5               | 5           | 1               | 7      | 116 |

| Zmage v svetovnem pokalu |                    |                            |                    |
| Sezona                   | Datum              | Prizorišče                 | Disciplina         |
| 2013                     | 20. december 2012  | Åre, Švedska               | Slalom             |
| 2013                     | 4. januar 2013     | Zagreb, Hrvaška            | Slalom             |
| 2013                     | 15. januar 2013    | Flachau, Avstrija          | Slalom             |
| 2013                     | 16. marec 2013     | Lenzerheide, Švica         | Slalom             |
| 2014                     | 16 Nov 2013        | Levi, Finska               | Slalom             |
| 2014                     | 5. januar 2014     | Bormio, Italija            | Slalom             |
| 2014                     | 14.januar 2014     | Flachau, Avstria           | Slalom             |
| 2014                     | 8. marec 2014      | Åre, Švedska               | Slalom             |
| 2014                     | 15. marec 2014     | Lenzerheide, Švica         | Slalom             |
| 2015                     | 25. oktober 2014   | Sölden, Avstria            | Veleslalom         |
| 2015                     | 29. december 2014  | Kühtai, Avstrija           | Slalom             |
| 2015                     | 4. januar 2015     | Zagreb, Hrvaška            | Slalom             |
| 2015                     | 22. februar 2015   | Maribor, Slovenija         | Slalom             |
| 2015                     | 14. marec 2015     | Åre, Švedska               | Slalom             |
| 2015                     | 21. marec 2015     | Méribel, Francija          | Slalom             |
| 2016                     | 28 November 2015   | Aspen, ZDA                 | Slalom             |
| 2016                     | 29. november 2015  | Aspen, ZDA                 | Slalom             |
| 2016                     | 15. februar 2016   | Crans-Montana, Švica       | Slalom             |
| 2016                     | 6. marec 2016      | Jasná, Slovaška            | Slalom             |
| 2016                     | 19. marec 2016     | St. Moritz, Švica          | Slalom             |
| 2017                     | 12. november 2016  | Levi, Finska               | Slalom             |
| 2017                     | 27. november 2016  | Killington, ZDA            | Slalom             |
| 2017                     | 11. december 2016  | Sestriere, Italija         | Slalom             |
| 2017                     | 27. december 2016  | Semmering, Avstrija        | Veleslalom         |
| 2017                     | 28. december 2016  | Semmering, Avstrija        | Veleslalom         |
| 2017                     | 29. december 2016  | Semmering, Avstrija        | Slalom             |
| 2017                     | 8. januar 2017     | Maribor, Slovenija         | Slalom             |
| 2017                     | 10. januar 2017    | Flachau, Avstria           | Slalom             |
| 2017                     | 31. januar 2017    | Stockholm, Švedska         | Paralelni slalom   |
| 2017                     | 26. februar 2017   | Crans-Montana, Švica       | Alpska kombinacija |
| 2017                     | 10. marec 2017     | Squaw Valley, ZDA          | Veleslalom         |
| 2017                     | 11. marec 2017     | Squaw Valley, ZDA          | Slalom             |
| 2018                     | 26. november 2017  | Killington, ZDA            | Slalom             |
| 2018                     | 2. december 2017   | Lake Louise, Kanada        | Smuk               |
| 2018                     | 19. december 2017  | Courchevel, Francija       | Veleslalom         |
| 2018                     | 20. december 2017  | Courchevel, Francija       | Paralelni slalom   |
| 2018                     | 28. december 2017  | Lienz, Avstria             | Slalom             |
| 2018                     | 1. januar 2018     | Oslo, Norveška             | Paralelni Slalom   |
| 2018                     | 3. januar 2018     | Zagreb, Hrvaška            | Slalom             |
| 2018                     | 6. januar 2018     | Kranjska Gora, Slovenija   | Veleslalom         |
| 2018                     | 7. januar 2018     | Kranjska Gora, Slovenija   | Slalom             |
| 2018                     | 9. januar 2018     | Flachau, Avstria           | Slalom             |
| 2018                     | 10. Marec 2018     | Ofterschwang, Germany      | Slalom             |
| 2018                     | 17. Marec 2018     | Åre, Švedska               | Slalom             |
| 2019                     | 17. november 2018  | Levi, Finska               | Slalom             |
| 2019                     | 25. november 2018  | Killington, ZDA            | Slalom             |
| 2019                     | 2. december 2018   | Lake Louise, Kanada        | Super-G            |
| 2019                     | 8. december 2018   | St. Moritz, Švica          | Super-G            |
| 2019                     | 9. december 2018   | St. Moritz, Švica          | Paralelni slalom   |
| 2019                     | 21. december 2018  | Courchevel, Francija       | Veleslalom         |
| 2019                     | 22. december 2018  | Courchevel, Francija       | Slalom             |
| 2019                     | 29.december 2018   | Semmering, Avstrija        | Slalom             |
| 2019                     | 5. januar 2019     | Zagreb, Hrvaška            | Slalom             |
| 2019                     | 15. januar 2019    | Kronplatz, Italija         | Veleslalom         |
| 2019                     | 20. januar 2019    | Cortina d'Ampezzo, Italija | Super-G            |
| 2019                     | 1.februar 2019     | Maribor, Slovenija         | Veleslalom         |
| 2019                     | 17. februar 2019   | Stockholm, Švedska         | Mestna tekma       |
| 2019                     | 9. marec, 2019     | Špindlerův Mlýn, Ćeška     | Slalom             |
| 2019                     | 16. marec, 2019    | Soldeu, Andora             | Slalom             |
| 2019                     | 17. marec, 2019    | Soldeu, Andora             | Veleslalom         |
| 2020                     | 23. november       | Levi, Finska               | Slalom             |
| 2020                     | 1. december, 2019  | Killington, ZDA            | Slalom             |
| 2020                     | 28. december, 2019 | Lienz, Avstria             | Veleslalom         |
| 2020                     | 29. december, 2019 | Lienz, Avstria             | Slaom              |
| 2020                     | 24. januar, 2020   | Bansko, Bulgaria           | Smuk               |
| 2020                     | 26. januar, 2020   | Bansko, Bulgaria           | Super-G            |

## Svetovno prvenstvo v alpskem smučanju
| Leto                                | Starost | Slalom | Veleslalom | Superveleslalom | Smuk | Kombinacija |
| ----------------------------------- | ------- | ------ | ---------- | --------------- | ---- | ----------- |
| SP 2013 · Avstrija - Schladming     | 17      | 1      | 6          | -               | -    | -           |
| SP 2015 · ZDA - Vail - Beaver Creek | 19      | 1      | 8          | -               | -    | -           |
| SP 2017 Švica - Saint-Moritz        | 21      | 1      | 2          | -               | -    | -           |
| SP 2019 Švedska - Are               | 23      |        |            | 1               |      |             |